# ایستگاه آیداباشی
ایستگاه آیداباشی (به لاتین: Iidabashi Station) یک ایستگاه قطار و ایستگاه مترو در ژاپن است که در ایداباشی واقع شده‌است.